# میلترن
میلترن (به آلمانی: Miltern) یک منطقهٔ مسکونی در آلمان است که در تانگرمونده واقع شده‌است.
 میلترن  ۳۹۵ نفر جمعیت دارد.